# Езуч
Е́зуч (укр. Єзуч, [ˈjɛzut͡ʃ], произношениео файле) — левый приток реки Сейм, протекающий по Конотопскому району Сумской области Украины. Ширина русла реки от 3 до 30 м. Глубина 1-2 метра.

## География
Длина — 54 км, площадь водосборного бассейна — 839 км². Русло реки в нижнем течении (севернее села Дубинка) находится на высоте 141,2 м над уровнем моря. Используется для промышленных нужд.
Река течёт преимущественно в западном направлении, в нижнем течении (у Конотопа) — поворачивает на север; река в верхнем, среднем и нижнем течениях протекает по Конотопскому району. Река берёт начало у села Гвинтовое, где в истоках реки создана система каналов. Впадает в реку Сейм севернее села Лысогубовка (Конотопский район).
Русло слаборазвитое, местами выпрямленное и канализированное. На реке создано несколько прудов, два водохранилища (восточнее Конотопа) и три шлюза-регулятора. Водохранилища созданы для промышленных нужд. К руслу на протяжении всей длины примыкает системы каналов; крупнейшие созданы в истоках реки (между сёлами Гвинтовое и Александровкой) и приустьевой части. Пойма реки в нижнем течении заболоченная с тростниковой и луговой растительностью, в среднем течении — заболоченные участки представлены очагами.

## Притоки
Левые: Липка. Правые: Кросна.

## Населённые пункты
Населённые пункты на реке от истока к устью: Гвинтовое, Бережное, Сорока, Кросна, Червоный Яр, Совинка, Вязовое, Жигайловка, Лобковка, город Конотоп, Раки, Сарнавщина, посёлок Питомник, Лысогубовка.